# Хмелевка (Липецкая область)
Хмелёвка — деревня Большепоповского сельсовета Лебедянского района Липецкой области.

## География
В деревне имеется одна улица (территория): Дамал-Тех.
Через Хмелевку протекает река Павелка, образуя не территории деревни Хмелёвское озеро. Также через Хмелевку проходит автомобильная дорога 42К-079 с остановкой общественного транспорта.

## Население
| 2010 |
| ---- |
| 12   |